# José Aisenson

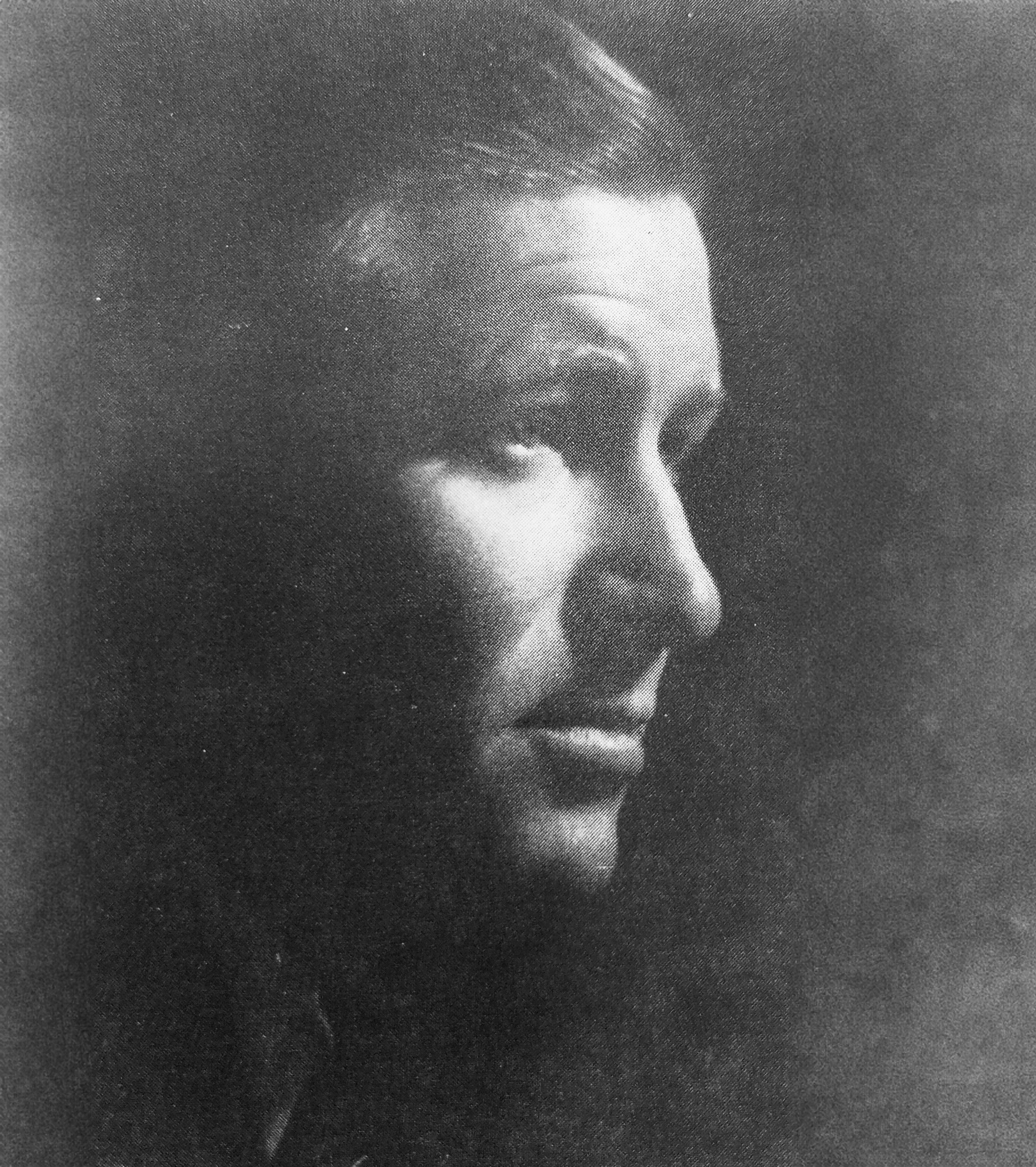
José Aisenson (Buenos Aires 1908 - 1978)

José Aisenson (Buenos Aires, 22 de marzo de 1908 - 9 de julio de 1978) fue un arquitecto argentino, fundador del estudio Aisenson, una de las firmas de arquitectura de Argentina de más larga trayectoria. Su trabajo abarcó desde proyectos residenciales hasta desarrollos urbanos de gran envergadura, caracterizándose por su adscripción al Movimiento Moderno. A lo largo de su carrera, contribuyó significativamente al paisaje urbano de Buenos Aires, dejando un legado perdurable en la arquitectura moderna del país.

## Biografía
Hijo de inmigrantes rusos llegados de Odessa en 1905, nació el 22 de marzo de 1908. Su padre, tornero naval, trabajó en talleres de reparaciones de barcos ajenos y luego propio en Buenos Aires. Creció en la zona residencial de Barracas y con la idea de estudiar ingeniería naval, ingresó al Colegio Otto Krause. Cerca de su casa un arquitecto necesitaba un empleado para toda tarea y allí desarrolló la idea de estudiar arquitectura, para lo cual, una vez terminada su carrera en la escuela industrial, dio las equivalencias al Colegio Nacional Buenos Aires para entrar luego a la Facultad de Arquitectura y Urbanismo de Buenos Aires. Fue partidario de la Reforma Universitaria, y miembro de una típica asociación progresista de la época llamada Anatole France. Escribió poesía y artículos sobre temas literarios algunos de los que publicó en la revista Claridad, desarrollando amistad con jóvenes cercanos al Grupo Boedo, y también con Luis Seoane. Sin embargo fue un entusiasta lector y suscriptor de la revista SUR desde su creación y durante toda su vida se sintió muy identificado con los principios de esta publicación.
En 1933 terminó su carrera de arquitectura, la que culminó con un viaje “oficial” a Italia con sus compañeros de promoción prolongado por Francia, Alemania y Checoslovaquia. En 1934 comenzó su actividad profesional en Buenos Aires proyectando, dirigiendo y construyendo edificios para oficinas, locales comerciales, establecimientos industriales, sedes sociales, deportivas, culturales y asistenciales. También participando activamente en concursos asociado en diversas oportunidades con Macedonio Oscar Ruiz y también con Pablo Víctor D`Anna, Onetto, Mario Roberto Alvarez, Carminati, Cavagna entre otros.

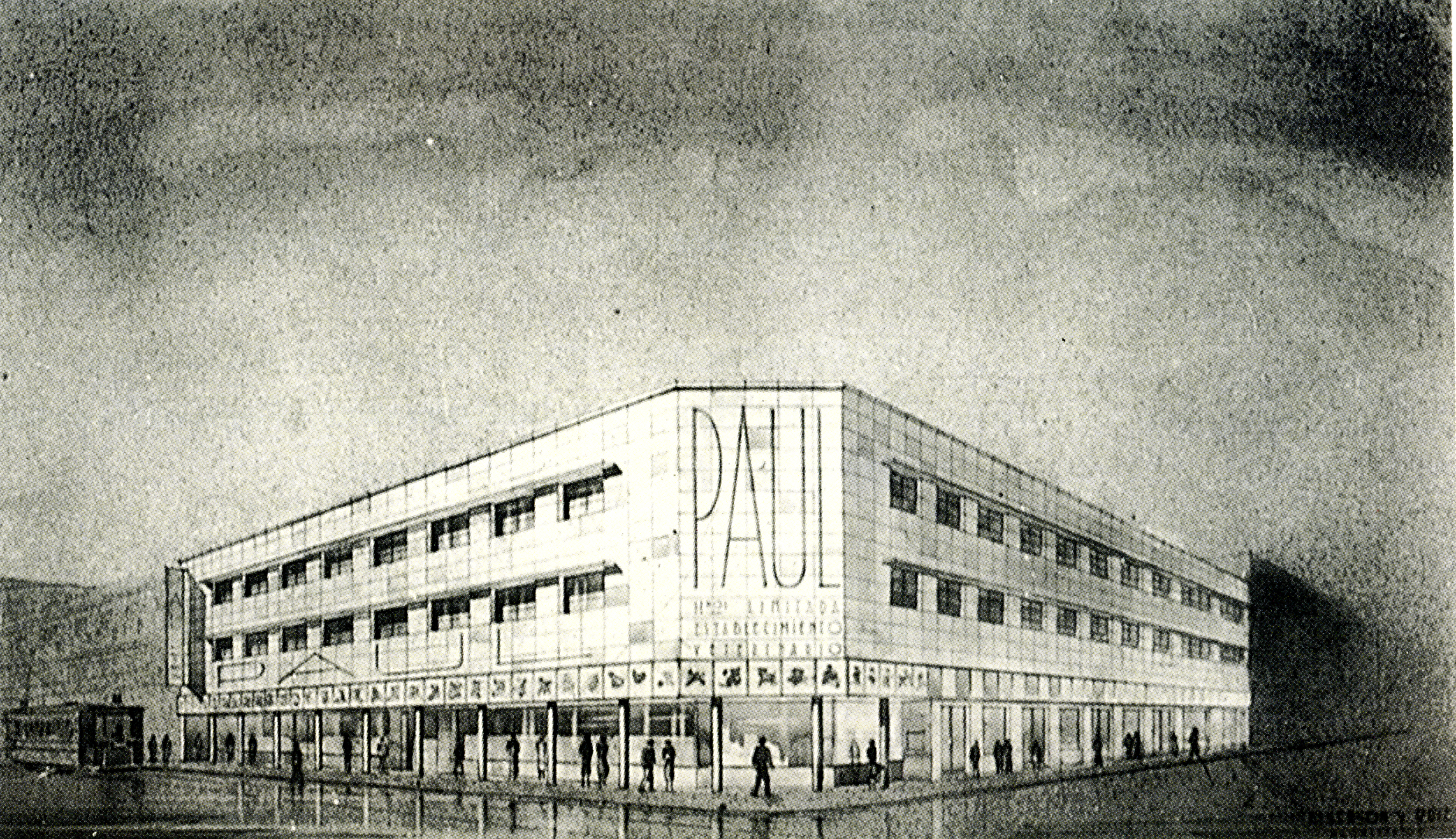
Paul Hnos (1941) Buenos Aires: Maipú y Rivadavia. Macedonio Oscar Ruiz arquitecto asociado

De esa primer etapa se destacan los Laboratorios Darck, la Casa Paul Hnos. con Macedonio Oscar Ruiz, el edificio para SADAIC, fruto de un Concurso con el mismo Ruiz y Jorge D´Anna, la Unión Tucumana Israelita, el Hogar Israelita para Ancianos y Huérfanos de Burzaco, instalaciones para el Club Náutico Hacoaj en Tigre, el Cine-Teatro de la Sociedad Hebraica Argentina, Textiles Lima, la Cooperativa Río de la Plata, casi todos ellos por concurso.
Luego de los primeros años, se incorporaron al estudio el Ing. civil Mario Aisenson (Bs As, 1920-2001) en 1946, y el Arq. Roberto Aisenson (Bs. As, 1936) en 1960. En una primera etapa, hasta 1966, el estudio realizó trabajos de diversa índole: oficinas, locales comerciales, establecimientos industriales, sedes sociales deportivas, culturales y asistenciales, y viviendas unifamiliares y colectivas; primero casas para renta, luego propiedad horizontal. El programa de edificios de viviendas en propiedad horizontal fue desarrollado ampliamente, y se transformó en un sello distintivo del estudio; reconocible por características como la funcionalidad de las plantas, la calidad constructiva, elección de materiales nobles de fácil mantenimiento, expresividad de la estructura, buena iluminación y ventilación natural, generosos espacios de expansión, baja ocupación del suelo, relación con el entorno y generación de un paisaje urbano. El estudio promovió los primeros consorcios “al costo”, en Caballito y Belgrano.